# Brucita

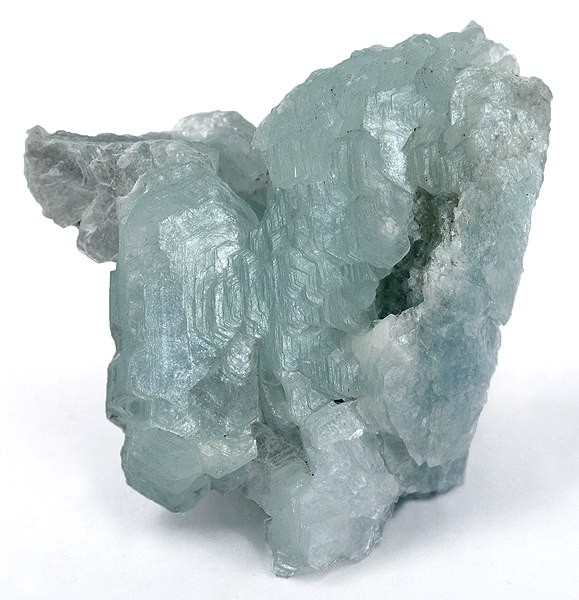
Brucita

Brucita  é um mineral constituído de hidróxido de magnésio, com fórmula química Mg(OH)2.
A brucita foi descrita pela primeira vez em 1824 pelo geólogo e mineralogista francês François Sulpice Beudant (1787 - 1850), e nomeada em homenagem ao seu descobridor,  o médico e mineralogista estado-unidense Archibald Bruce (1777-1818).
O mineral geralmente é encontrado em associação com serpentina, calcita, aragonita, dolomita, magnesita, hidromagnesita, artinita, talco e crisotila.

## Característica principais
| - Sistema cristalino: Trigonal - Hábito: Placas, radiada, maciça, lamelar, granular. - Cor: Azul, azul acinzentado, cinza, branco, amarelo - Brilho: Vítreo a nacarado. - Diafaneidade: Transparente. | - Cor do traço: Branco - Clivagem: Perfeita - Fratura: Irregular - dureza: 2,5 - 3,0. - Densidade: 2,40 g/cm3 |